# Euparkerella
Euparkerella és un gènere d'amfibis de la família Craugastoridae endèmic del Brasil.

## Taxonomia
- Euparkerella brasiliensis (Parker, 1926)
- Euparkerella cochranae (Izecksohn, 1988)
- Euparkerella cryptica (Hepp, Carvalho-e-Silva, Carvalho-e-Silva & Folly, 2015)
- Euparkerella robusta (Izecksohn, 1988)
- Euparkerella tridactyla (Izecksohn, 1988)